# Shirozuella quadrimacularis
Shirozuella quadrimacularis – gatunek chrząszcza z rodziny biedronkowatych i podrodziny Coccinellinae. Występuje w Chinach.

## Taksonomia
Gatunek ten opisany został po raz pierwszy w 2000 roku przez Yu Guoyue w książce pod redakcją Shen Xiaochena i Pei Haichao 河南昆虫分类区系研究 第四卷伏牛山南坡及大别山区昆虫 (ang. The Fauna and Taxonomy of Insects in Henan. Vol. 4. Insects of the Mountains Funiu and Dabie Regions). Jako miejsce typowe wskazano Lijiangu na terenie chińskiej prowincji Junnan. Epitet gatunkowy oznacza po łacinie „czteroplama” i nawiązuje do wzoru na pokrywach tego owada.

## Morfologia
Chrząszcz o podługowato-owalnym, słabo wysklepionym ciele długości około 1,9 mm i szerokości około 1,2 mm, z wierzchu porośniętym przerzedzonym owłosieniem. Głowa ma ubarwienie czarne z brązowymi narządami gębowymi. Czoło pokryte jest drobnymi punktami, oddalonymi od siebie na odległość wynoszącą około półtora ich średnicy. Przedplecze jest czarne z brązowo rozjaśnionymi kątami przednimi i krawędziami bocznymi, punktowane drobniej niż głowa. Trójkątna tarczka ma czarne ubarwienie. Pokrywy są czarniawe z lekko zażółconymi wierzchołkami oraz dwoma parami dużych, podłużnych, żółtych plam, z których jedna leży pośrodku, a druga nieco za środkiem. Punktowanie pokryw jest większe niż na przedpleczu, bezładne, punkty rozstawione są na odległość wynoszącą od 1 do 2 ich średnic. Spód ciała jest czarny z brązowymi podgięciami pokryw. Przedpiersie i śródpiersie (mezowentryt) są słabo szagrynowane i niewyraźnie punktowane. Odnóża są brązowe z żółtymi biodrami i stopami. Linie udowe na pierwszym widocznym sternicie odwłoka (wentrycie) są kompletne, V-kształtnie połączone i dochodzą do 2/3 jego długości lub prawie do jego tylnej krawędzi. Genitalia samca mają płat środkowy (ang. penis guide) w widoku brzusznym krótki, przysadzisty, równoległoboczny, tylko w końcowej 1/11 gwałtownie zwężony ku spiczastemu szczytowi, w widoku bocznym zaś gruby, stopniowo zwężający się ku zakrzywionemu i zaostrzonemu szczytowi. Smukłe paramery są wyraźnie dłuższe od tegoż płata. Samo prącie jest krótkie i grube. Genitalia samicy mają 3,5 razy dłuższe niż szerokie i ku tępym szczytom zwężone gonokoksyty z małymi, ale wyraźnymi gonostylikami.

## Rozprzestrzenienie
Owad endemiczny dla Chin, znany z Syczuanu i Junnanu. Spotykany na wysokości od 3000 do 3400 m n.p.m.